# 員林運動公園
員林運動公園位於臺灣彰化縣員林市內的百果山上，緊鄰員南路。員林運動公園佔地14公頃，依百果山山勢而建，成階梯狀。公園內設有網球場、槌球場、以及停車場。

## 簡介
員林運動公園，佔地約14公頃，四周環境綠化美化，從運動公園上，可鳥瞰整個員林市區，能觀賞日落的彩雲及美麗的夜景。員林運動公園結合運動和觀光休閒，成為員林的新景點。員林運動公園位於百果山三百崁旁，沿員南路南側長1100公尺，最寬110公尺，戶外紅士網球場4面、戶外硬地網球場8面與室內硬地網球場2面，總共12面網球場。12面網球場是隨這百果山的地形地勢而建造而成的，從百果山的置高點上眺望，彷彿是看到一層一層的梯田。另有設置槌球場。員林運動公園的成立提供了優質的比賽與休閒場地，員林運動公園網球場免收門票。但使用夜間照明者需繳交使用照明費用，每面球場每小時六十元。
員林運動公園自民國95年完工至106年底止由明倫國中負責代管，自民國110年起移交由員林市公所代管維護。

## 交通
台76東西向快速道路→下林厝交流道→山腳路→員南路。

## 外部連結
- 員林運動公園（页面存档备份，存于）
- 員林市運動公園體能訓練站猶如墳墓[永久]